# مسجد شیخی (بندر لنگه)
مسجد شیخی واقع در بخش مرکزی شهرستان بندر لنگه و از نقاط دیدنی استان هرمزگان است.
«مسجد شیخی» در سمت مشرق بازارمساح واقع شده‌است. این مسجد از بناهای دورهٔ قاجار است. مسجد چندبار تعمیر، باسازی و توسعه شده‌است. وآخرین بار در سال ۱۴۱۱ ه‍.ق بازسازی شده‌است. شبستان و ستون‌های آن از جهت به کار بردن قطعات سنگ‌تراشی شده نقوش گل و بوته قابل ملاحظه‌است. پوشش تزئینی تاق و سردرها و زینت‌کاری رواق‌ها با قطعات سنگ‌تراشیده شده آهکی فوق‌العاده جالب و ظریف صورت گرفته‌است. نقوش این رواق‌ها، از سبک نقش و نگار هندی تأثیر گرفته‌است. سقف مسجد از چوب مخصوصی به نام صندل یا (چندل) که از هندوستان و مومباسا آورده می‌شد ساخته شده‌است. این مسجد دارای تزیینات گچبری ارزنده‌ای است و قدمت آن به دوره قاجار می‌رسد.